# VPvM-Stoff
Ein vPvM-Stoff (von englisch very persistent and very mobile) ist ein chemischer Stoff, der sehr persistent und sehr mobil ist.
Da vPvM-Stoffe – wie PMT-Stoffe – mobil genug sind, um sich im Wasserkreislauf durch natürliche und künstliche Barrieren wie Uferfiltration zu bewegen, und persistent genug, nicht quantitativ abgebaut zu werden, haben sie das Potential, Trinkwasserressourcen langfristig zu kontaminieren. Der ursprüngliche (unkontaminierte) Zustand ist schwierig wiederherzustellen und selbst eine Vermeidung weiterer Emissionen führt aufgrund der langen Halbwertszeiten nur zu einem langsamen Rückgang der Konzentrationen.
Für vPvM-Stoffe wurde 2023 in der CLP-Verordnung der EUH-Satz 451 („Kann sehr lang anhaltende und diffuse Verschmutzung von Wasserressourcen verursachen“) eingeführt.

## Kriterien
Die Kriterien für vP entsprechen denjenigen für einen vPvB-Stoff. Das Kriterium für vM bezieht sich auf den Adsorptionskoeffizienten, wobei der log KOC kleiner als 2 sein muss. Bei ionisierenden Stoffen gilt vM als erfüllt, wenn der niedrigste Wert des log KOC bei einem pH-Wertebereich von 4–9 unter 2 liegt.